# Ashburton (fleuve)
Pour les articles homonymes, voir Ashburton.
Le fleuve Ashburton / Hakatere (anglais : Ashburton / Hakatere River) est un cours d’eau de la région de Canterbury dans l’île du Sud de la Nouvelle-Zélande.

## Géographie
Le nom officiel de la rivière fut modifié pour devenir un nom double de la liste des lieux avec un double nom (en) conformément au Ngai Tahu Claims Settlement Act 1998 (en).
Il fut identifié comme étant une zone importante pour la conservation des oiseaux par la Birdlife International à cause de son rôle dans la nidification des colonies d’espèces en danger d’extinction et en particulier des mouettes de Buller.

## Description
Le fleuve a deux branches, qui se rejoignent à 21 km de la côte, juste à l’intérieur des terres par rapport à la ville d’Ashburton. Les deux branches restent parallèles sur plus de 30 km, séparée sur les 20 km en amont de leur confluence, divergeant finalement près du petit village de Ashburton Forks,.
Le trajet de la rivière vers le sud-est passe à travers la plaine de Canterbury, qui relie une dépression peu profonde entre les crêtes créés par les rivières plus larges, que sont les fleuves Rakaia et Rangitata.
Les deux branches sont traversées par le biais d’un siphon par le « Rangitata Diversion Race », une partie du projet d’irrigation de la plaine.

Dans la vallée du Ashburton. mai 2019.

La rivière sépare la ville d’Ashburton de sa banlieue sud, qui est nommée Tinwald. Les deux rivières et la ville sont dénommées d’après Bingham Baring, qui fut un membre influent de l'Association de Canterbury (en).

### Branche Nord
La branche Nord de la rivière Ashburton/ Hakatere s’écoule des pentes du Mont ‘Godley’ qui s’élève à 2 087 m dans la chaîne de Palmer Range. Le point supérieur de la rivière est connu sous le nom de “Petticoat lane”. La rivière s’écoule vers le sud puis le sud-ouest à travers une étroite vallée avec des parois d’éboulis et pratiquement pas de place pour le fond de la rivière. Les chaînes de ‘Black Hills Range’ et ‘Pudding Hill Range’ siègent au nord-est et la chaîne de ‘Alford Range’ au sud-ouest. La rivière émerge des collines adjacentes au niveau du terrain d’aviation de « Pudding Hill ».

### Branche Sud
La branche Sud, plus large que la nord, de la rivière Ashburton / Hakatere débute à sa source au niveau du glacier ‘Ashburton’, qui descend du mont Arrowsmith (en) à 2 781 m d’altitude, situé à 26 km à l’ouest de la source de la branche Nord. Elle s’écoule initialement vers le sud-est dans une étroite vallée entre les chaînes de ‘Big Hill Range’ et ‘Wild Man's Brother Range’. À 10 km de sa source, la rivière sinue vers le sud, tournant au sud-est à nouveau pour franchir la partie plate de la vallée d’Hakatere avec la sortie de plusieurs petits lacs (connus collectivement comme les lacs Ashburton) la rejoignent. La rivière sort de la vallée à travers les Gorges d’‘Ashburton’, avec la chaîne de ‘Moorhouse Range’ et ‘Clent Hills’ vers le sud et la chaîne de ‘Winterslow Range’ vers le nord, émergeant dans la plaine de Canterbury au niveau du mont Somers puis s’écoulant vers l’est en direction de Ashburton Forks.